# Dayanara Rivera
Dayanara Rivera Suarez (ur. 31 października 1992) – portorykańska zapaśniczka walcząca w stylu wolnym. Zajęła szesnaste miejsce na mistrzostwach świata w 2015. Piąta na igrzyskach panamerykańskich w 2015. Trzecia na mistrzostwach panamerykańskich w 2015 i piąta w 2011. Złota medalistka igrzysk Ameryki Środkowej i Karaibów w 2010 roku.